# Suben
Suben – gmina w Austrii, w kraju związkowym Górna Austria, w powiecie Schärding. Liczy 1419 mieszkańców.

## Współpraca
Miejscowość partnerska:
- St. Marienkirchen bei Schärding, Górna Austria